# Euchroea nigra
Euchroea nigra är en skalbaggsart som beskrevs av Pouillaude 1915. Euchroea nigra ingår i släktet Euchroea och familjen Cetoniidae. Inga underarter finns listade i Catalogue of Life.